# 嶋野蘭
嶋野 蘭（しまの らん、1981年1月25日 - ）は、日本でタレント活動をしていた女性アイドル。

## 来歴
千葉県出身。
1998年11月27日、フジテレビ『DAIBAッテキ!!』のオーディションに合格し、アイドルグループ・チェキッ娘のメンバーになる（チェキッ娘ID014）。オーディションへの参加は母親が勧め、芸能界入りを応援。父親は最初芸能界入りに反対していたが、後に「精一杯頑張れ」と言ってもらえたという。メンバー入りをしてからは、熊切あさ美、森知子と「プー」というグループ内ユニットを結成して活動。『DAIBAクシン!!cheki b.』で放送されていた「ぷぅ野麦峠」のコーナーでは、3人で絹製パンツを作るために野麦峠近くで合宿していた。
1999年11月3日にチェキッ娘を卒業した後には松竹芸能に所属し（その後、別の事務所へ移籍）、2001年にはテレビ大阪の『情熱バラエティ ココほれ！ワンワン』にレギュラー出演していた。その後は、縁のあったプロダクションのマネージャーという職を務める一方で、ナレーションの仕事も務めていた。番組制作会社に勤めていた時期には、一時期密着しっぱなしになるほどKANのコンサートツアーに同行し、KANコンサートの場内アナウンスを担当したり、KANのアルバムジャケット選びに意見したこともあった。
2012年7月22日、同年5月に台湾人の一般男性と結婚したことを自身のブログで公表した。以来台湾で生活しており、2013年10月3日に現地で男児を出産。そして2018年10月23日に女児を出産し、2児の母になる。

## 人物
父親が日本人、母親が台湾人の日台ハーフ。母親は台湾にいた頃、姉（嶋野から見て伯母にあたる人物）とのデュオで歌手活動をしていた。第10回『MEN'S NON-NO』モデルの嶋野旭は兄で、『DAIBAッテキ!!』1999年3月9日放送分の「お台場大捜査線」のコーナーに出演した。
特技は台湾語。
猫好きで、家でも猫を飼っている（ブログにも時々登場している）。

## 出演

### テレビ番組
- DAIBAッテキ!!（フジテレビ、1998年 - 1999年）
- DAIBAクシン!! シリーズ（フジテレビ、1999年）
- 情熱バラエティ ココほれ！ワンワン（テレビ大阪、2001年）

### 動画配信
- つかちゃんの酔いの口ワイド（フジテレビ/見参楽、2011年 - 2012年） - ナレーター

### CD
- CXCO - DISC2 ｢チェキッ娘の恋人探しCD｣
- 海へ行こう〜Love Beach Love〜
- Best Memories DISC2 5. あしたのあたし (Single Version)